# Lieja-Bastoña-Lieja sub-23
La Lieja-Bastoña-Lieja sub-23 (en francés: Liège-Bastogne-Liège Espoirs) es una carrera ciclista profesional belga, como su propio nombre indica limitada a corredores sub-23 y "hermana menor" de la Lieja-Bastoña-Lieja, disputándose una semana antes de su homónima sin limitación de edad.
Creada en 1986 sus primeras ediciones fueron amateur. Desde la creación de los Circuitos Continentales UCI en 2005 cuando forma parte del UCI Europe Tour los dos primeros años en la categoría 1.2 (última categoría del profesionalismo); después en la categoría creada en el 2007 también dentro de la última categoría del profesionalismo: 2.Ncup (Copa de las Naciones UCI); y finalmente en la categoría específica creada en 2007 para corredores sub-23, pero también dentro de la última categoría del profesionalismo: 1.2U.
Tiene unos 180 km en su trazado, unos 80 km menos que su homónima sin limitación de edad aunque con similares cotas.
A diferencia de su homónima sin limitación de edad, no está organizada por ASO (organizadora también del Tour de Francia entre otras).

## Palmarés
En amarillo: edición amateur.
| Año  | Ganador              | Segundo               | Tercero                    |
| ---- | -------------------- | --------------------- | -------------------------- |
| 1986 | Frans Maassen        | Yves Van Royen        | Carlos Malfait             |
| 1987 | Stephan Rakers       | Peter De Clercq       | Krist Brulez               |
| 1988 | Marcel Derix         | Benny Ansems          | Thierry Bock               |
| 1989 | Philippe Mathy       | Ronny Thomas          | Patrick Philippaerts       |
| 1990 | Sandro Bottelberghe  | Fabrice Naessens      | Georges Wattiaux           |
| 1991 | Pierre Herinne       | Jan Boven             | Léon van Bon               |
| 1992 | Laurent Eudeline     | Jan Boven             | Stéphane Cueff             |
| 1993 | Marc Janssens        | Leith Sherwin         | Léon van Bon               |
| 1994 | Franck Laurance      | Denis François        | Stig Guldbaek              |
| 1995 | Raivis Belohvoščiks  | Casper Van der Meer   | Gert Vanderaerden          |
| 1996 | Raivis Belohvoščiks  | Kristof Trouvé        | Kris Matthijs              |
| 1997 | Christian Poos       | Karsten Kroon         | Ondřej Sosenka             |
| 1998 | Frédéric Drillaud    | Nicolas Fritsch       | Gaël Moreau                |
| 1999 | Philippe Koehler     | Wesley Theunis        | Charles Wegelius           |
| 2000 | Jurgen Van Goolen    | Wim Van Huffel        | Grégory Faghel             |
| 2001 | Ruslan Gryshchenko   | Tom Boonen            | Andrey Kashechkin          |
| 2002 | Christophe Kern      | Mikhail Timochine     | Steven Caethoven           |
| 2003 | Johan Vansummeren    | Jurgen Van den Broeck | Pieter Weening             |
| 2004 | Branislau Samoilau   | Mads Christensen      | Laurent Arn                |
| 2005 | Martin Pedersen      | Anders Lund           | Ruslan Sambris             |
| 2006 | Kai Reus             | Tom Stamsnijder       | Dmitry Kozontchuk          |
| 2007 | Grega Bole           | Anthony Roux          | Andrius Buividas           |
| 2008 | Jan Bakelants        | Romain Zingle         | Jan Ghyselinck             |
| 2009 | Rasmus Guldhammer    | Romain Zingle         | Dennis Van Winden          |
| 2010 | Ramūnas Navardauskas | Nicki Østergaard      | Sebastian Lander           |
| 2011 | Tosh Van der Sande   | Romain Bardet         | Matthias Allegaert         |
| 2012 | Michael Valgren      | Ian Boswell           | Joshua Berry               |
| 2013 | Michael Valgren      | Nathan Brown          | Jasper Stuyven             |
| 2014 | Anthony Turgis       | Dylan Teuns           | Tao Geoghegan Hart         |
| 2015 | Guillaume Martin     | Silvio Herklotz       | Tao Geoghegan Hart         |
| 2016 | Logan Owen           | Pavel Sivakov         | Ruben Guerreiro            |
| 2017 | Bjorg Lambrecht      | James Knox            | Lucas Hamilton             |
| 2018 | João Almeida         | Andrea Bagioli        | Alexys Brunel              |
| 2019 | Kevin Vermaerke      | Viktor Verschaeve     | Tobias Foss                |
| 2020 | No se disputó        | No se disputó         | No se disputó              |
| 2021 | Leo Hayter           | Rick Pluimers         | Tobias Halland Johannessen |
| 2022 | Romain Grégoire      | Lennert Van Eetvelt   | Gwen Leclainche            |
| 2023 | Francesco Busatto    | Antoine Huby          | Davide De Pretto           |
| 2024 | Joseph Blackmore     | Robin Orins           | Jørgen Nordhagen           |
| 2025 | Jarno Widar          | Senna Remijn          | Simone Gualdi              |

## Palmarés por países
| País           | Victorias |
| -------------- | --------- |
| Bélgica        | 10        |
| Francia        | 8         |
| Países Bajos   | 4         |
| Dinamarca      | 3         |
| Letonia        | 2         |
| Estados Unidos | 2         |
| Reino Unido    | 2         |
| Luxemburgo     | 1         |
| Ucrania        | 1         |
| Bielorrusia    | 1         |
| Eslovenia      | 1         |
| Lituania       | 1         |
| Portugal       | 1         |
| Italia         | 1         |